# CSS Alabama

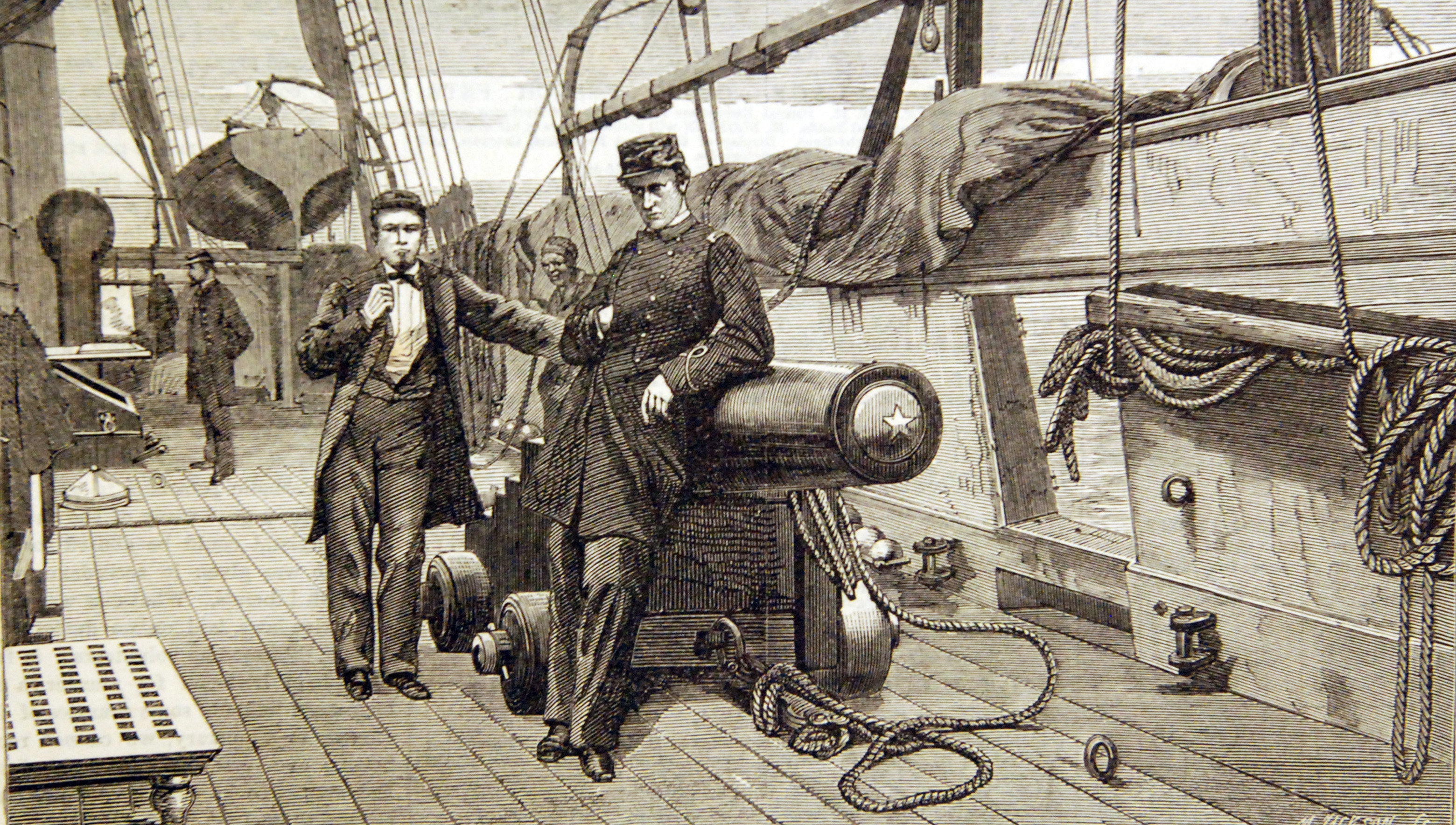
Cena do convés do Alabama em agosto de 1863, com os tenentes Armstrong e Sinclair junto ao canhão de 32 libras.

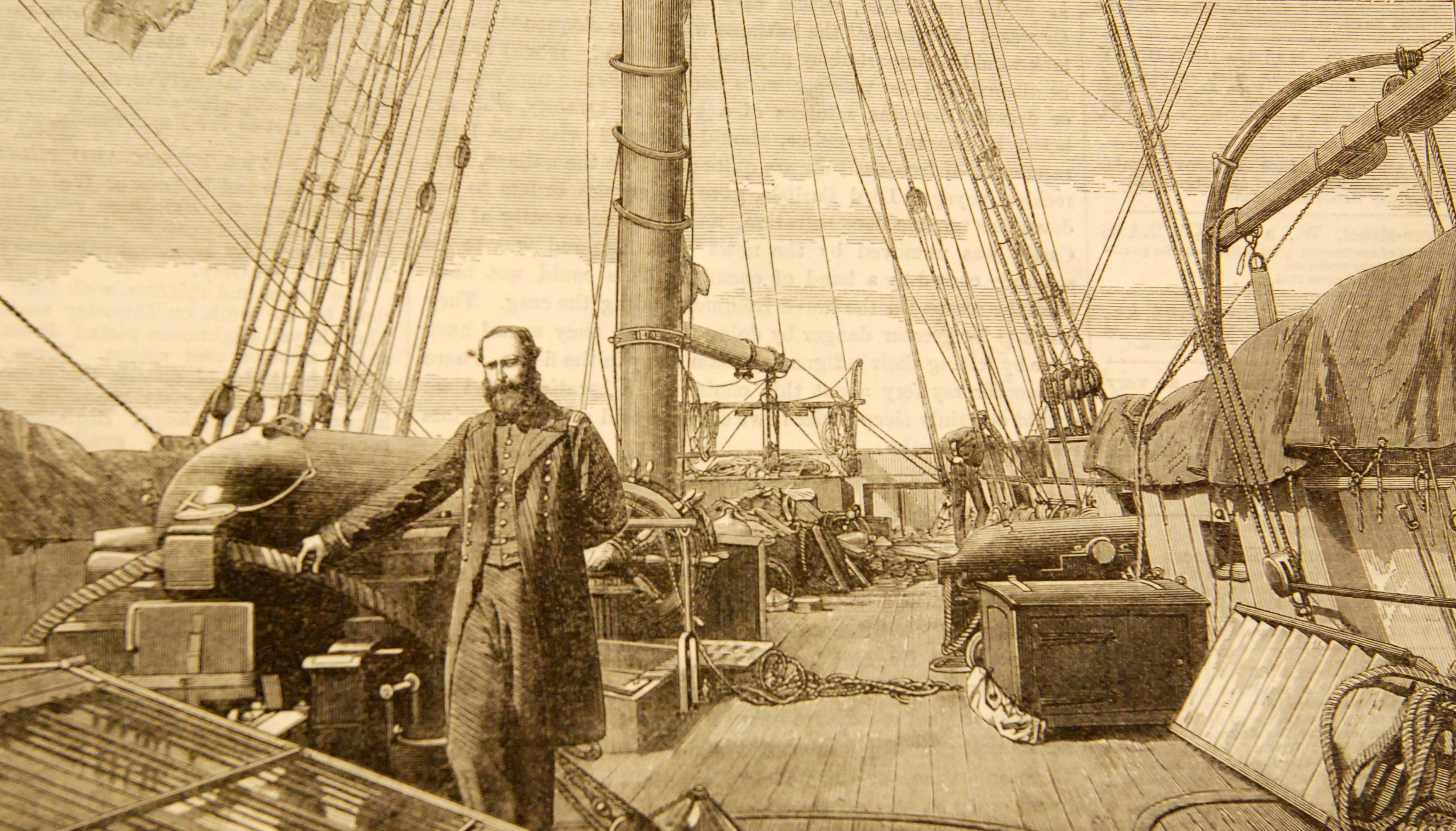
Cena do convés do Alabama mostrando o primeiro-tenente John M. Kell, junto à popa do navio durante a sua visita à Cidade do Cabo, em agosto de 1863.

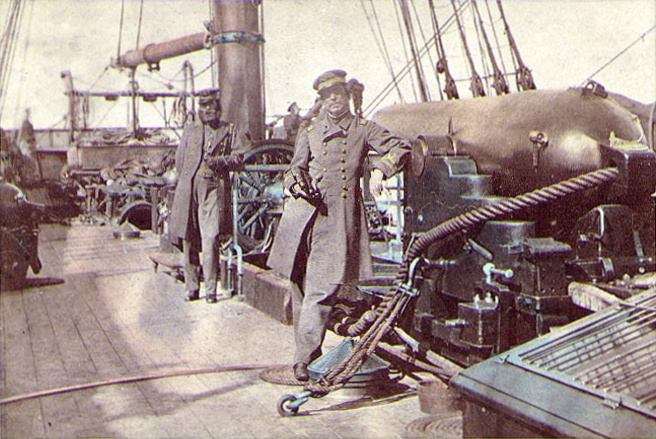
O capitão Raphael Semmes, comandante do Alabama, de pé a ré da vela principal, junto ao canhão de 8 polegadas de cano liso, durante a visita do navio à Cidade do Cabo, em agosto de 1863. O seu oficial executivo, o primeiro-tenente John M. Kell, está em segundo plano, junto ao leme do navio.

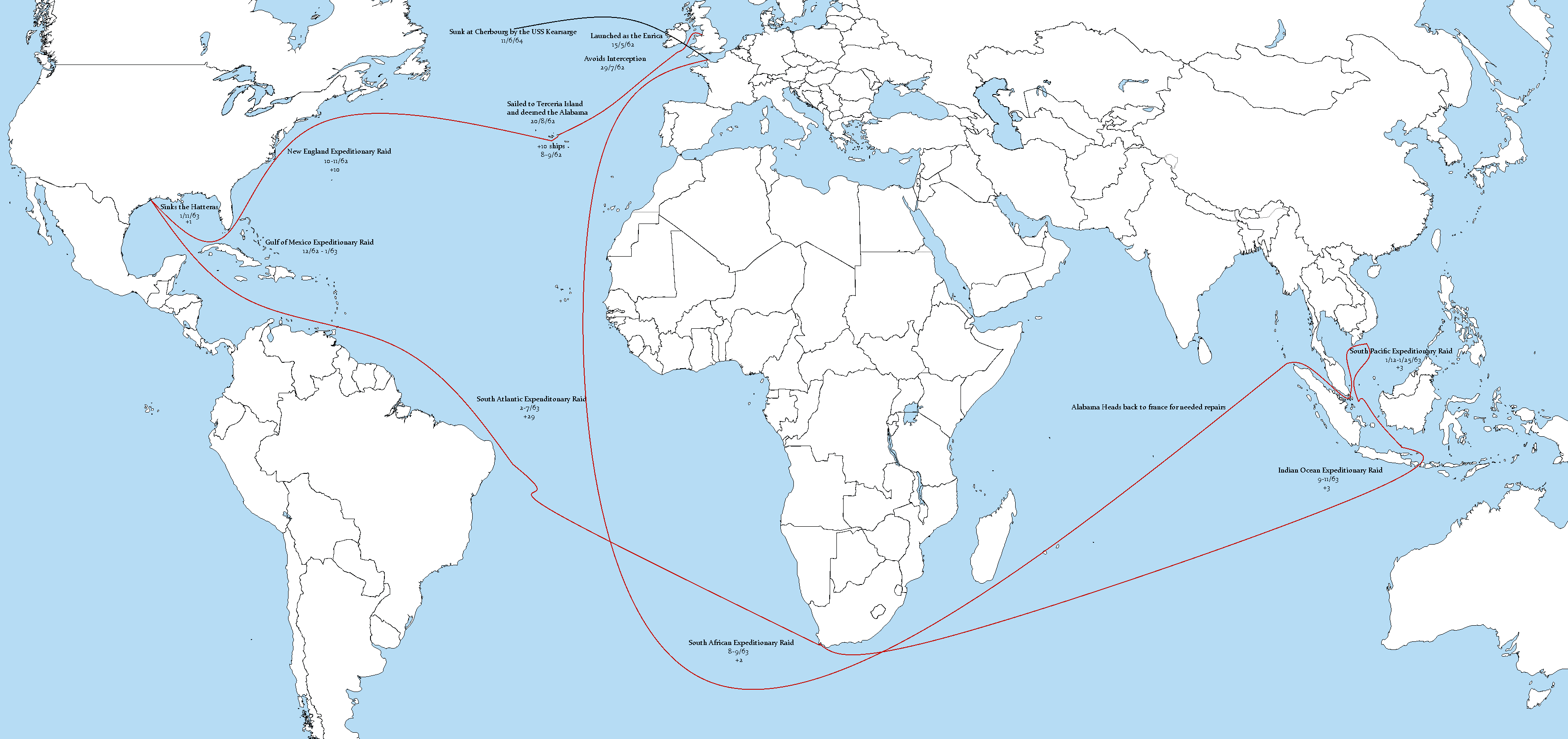
A rota do CSS Alabama. O sinal "+" por baixo da data indica o número de navios apresados que foram queimados.

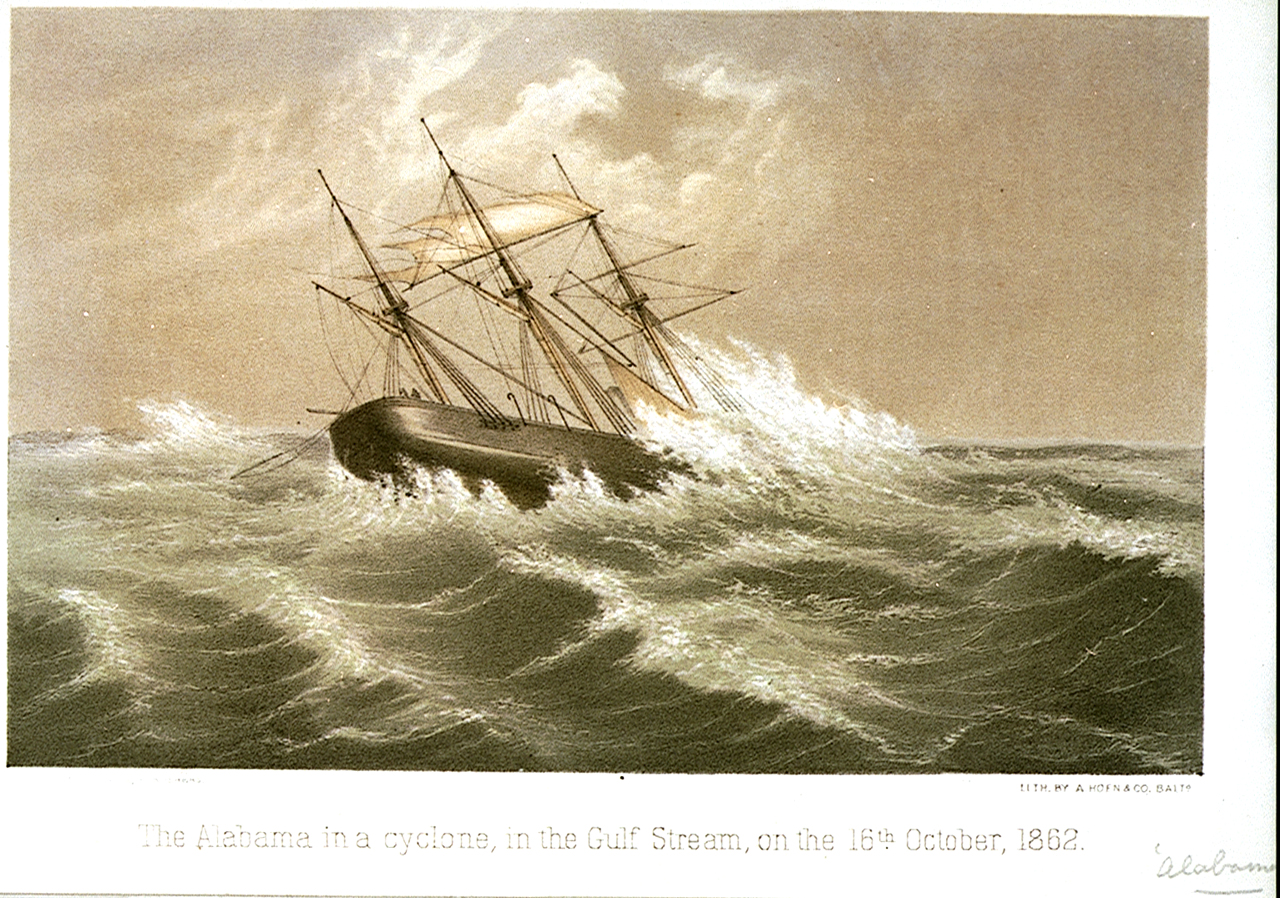
O Alabama num ciclone na corrente do Golfo, em 16 de outubro de 1862.

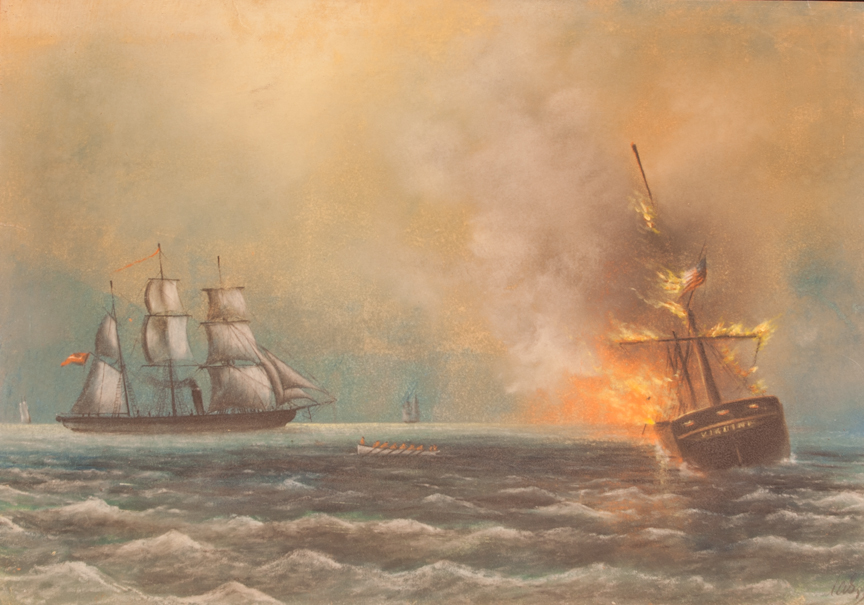
O Alabama afunda o navio baleeiro Virginia.

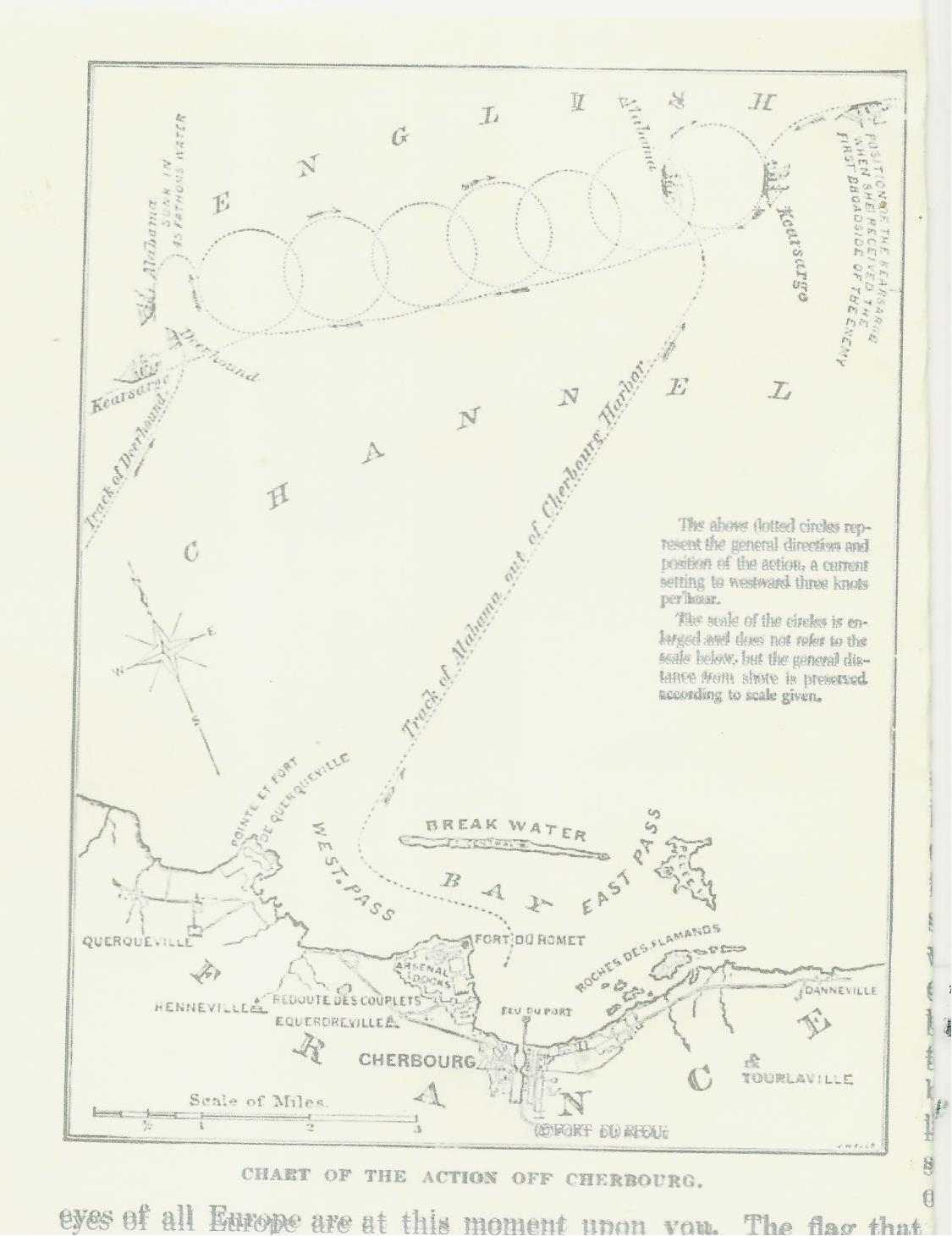
Esquema da batalha entre o CSS Alabama e o USS Kearsarge em 1864.

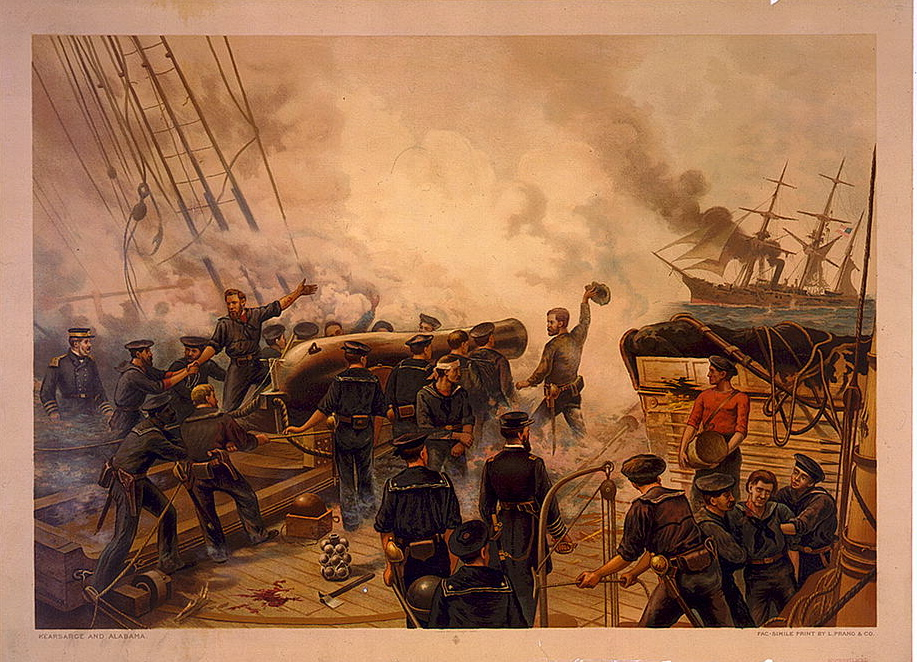
Batalha entre o USS Kearsarge e do CSS Alabama (Battle of the USS Kearsarge and the CSS Alabama), numa litografia de 1887.

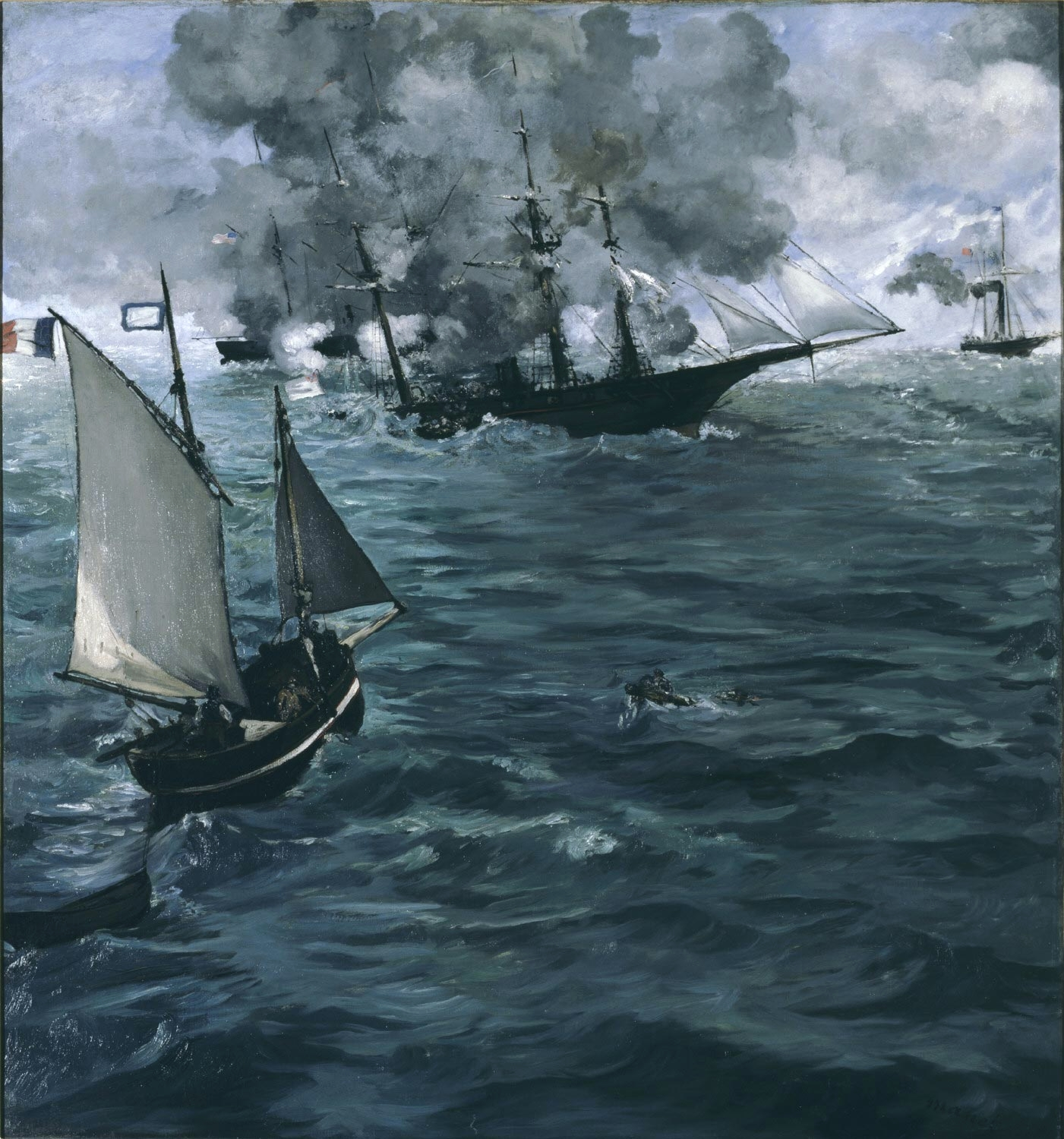
Le Combat du Kearsarge et de l'Alabama (O combate do Kearsarge e do Alabama) por Édouard Manet, 1864

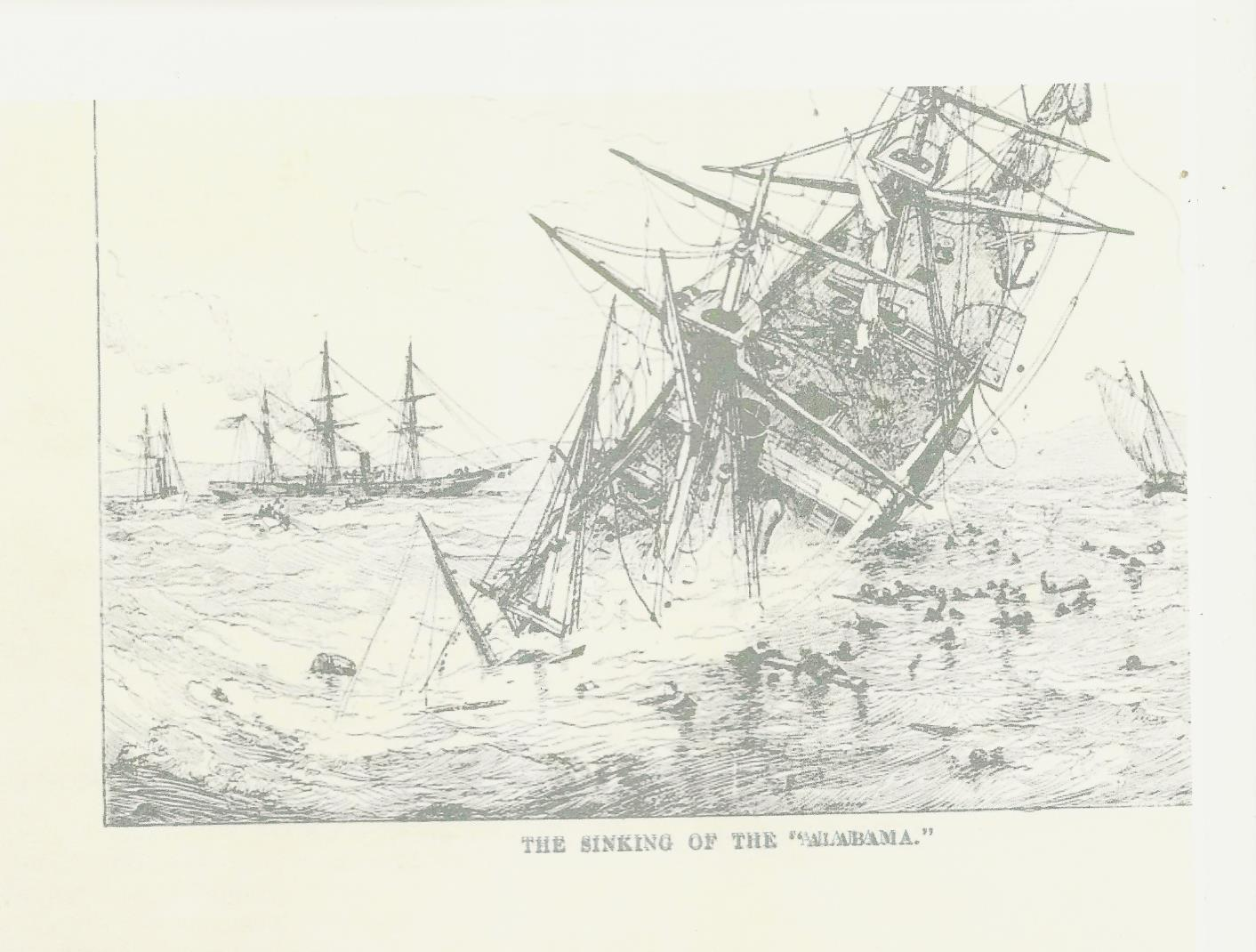
O afundamento do CSS Alabama ao largo de Cherbourg, França, 1864.

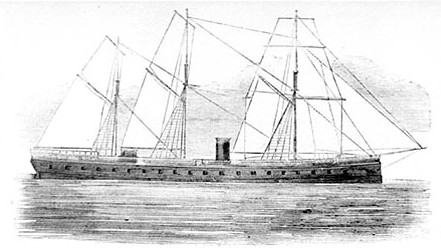
A fragata francesa La Gloire estava no Canal da Mancha, perto de Cherbourg, durante a batalha entre o Alabama e o Kearsarge.

O CSS Alabama foi uma chalupa de guerra, com propulsão mista a vapor e vela, construída em 1862 para a Marinha dos Estados Confederados em Birkenhead, no rio Mersey, em frente a Liverpool, Inglaterra, pela firma John Laird Sons and Company. Alabama serviu como navio corsário (commerce raider) obtendo grande sucesso no ataque a navios mercantes e de guerra da União. A sua carreira durou dois anos, durante os quais nunca atracou num porto dos Estados Confederados, terminando com o afundamento do navio em junho de 1864, pelo USS Kearsarge na Batalha de Cherbourg, travada fora do porto de Cherbourg, França.

## História

### Construção em Birkenhead
O Alabama foi construído  em 1862, em segredo quanto ao seu propósito, pelos construtores navais britânicos John Laird Sons and Company, no noroeste de Inglaterra, nos seus estaleiros em Birkenhead, Wirral, em frente a Liverpool. A construção foi organizada pelo agente confederado Comandante James Bulloch, que liderou a aquisição de navios extremamente necessários para a incipiente  Marinha dos Estados Confederados.
O contrato foi celebrado através da Fraser Trenholm Company, um corretor de algodão de Liverpool com ligações à Confederação. De acordo com a lei de neutralidade britânica em vigor, era possível construir um navio concebido como um navio armado, desde que só fosse efetivamente armado depois de estar em águas internacionais. Tendo em conta esta lacuna legal, o Alabama foi construído com conveses reforçados para colocação de canhões, depósitos de munições abaixo do nível da água, e outras estruturas com propósito bélico, mas não foi equipado no estaleiro com armamento ou qualquer equipamento bélico.
Inicialmente conhecido apenas pelo seu número de estaleiro Ship number 0290, foi lançado como Enrica em 15 de maio de 1862 e zarpou secretamente de Birkenhead em 29 de julho de 1862, com uma tripulação civil. O capitão da União Tunis A. M. Craven, comandante do USS Tuscarora, encontrava-se em Southampton incumbido de intercetar o novo navio, mas não teve êxito.
O novo navio confederado era movido a vela e por um motor a vapor marítimo, horizontal, de dois cilindros da John Laird Sons and Company, com 300 cv, que acionava uma única hélice de latão de duas pás, do tipo hélice Griffiths. Na altura, um cilindro era também designado por motor, pelo que a máquina em causa, que tinha dois cilindros, podia também ser designada por um par de motores, como se encontra frequentemente na literatura.
O chaminé em funil era telescópica e podia ser levantado e baixado por cabrestantes para disfarçar o facto de o navio ser movido a vapor. Com a hélice retraída utilizando o mecanismo de elevação em latão construído na popa, o Alabama podia atingir 10 nós apenas com a vela e 13,25 nós quando a vela e a energia a vapor eram utilizadas em conjunto.

### Armamento e comissionamento na ilha Terceira (Açores)
O agente Bulloch tinha contratado uma tripulação civil, e um capitão civil, para navegar o Enrica até à ilha Terceira, nos Açores. Com Bulloch ao seu lado, o novo capitão do navio, Raphael Semmes, deixou Liverpool a 13 de agosto de 1862 a bordo do vapor Bahama para assumir o comando do novo vaso de guerra. Semmes chegou à ilha Terceira a 20 de agosto de 1862 e começou a supervisionar o reequipamento do novo navio com várias provisões, incluindo armamento, e 350 toneladas de carvão, trazidas pelo Agrippina, o navio de abastecimento do seu novo navio.
Após três dias de trabalho das tripulações dos três navios, o Enrica foi equipado como um cruzador naval, designado como commerce raider, para os Estados Confederados da América. Após a sua entrada em serviço como CSS Alabama, Bulloch regressou a Liverpool para continuar o seu trabalho secreto para a Marinha Confederada.
A artilharia de fabrico britânico do Alabama consistia em seis canhões navais de 32 libras, de cano liso e carregamento pela boca, do tipo bordada (três disparando para bombordo e três disparando para estibordo) e dois canhões maiores e mais potentes, do tipo pivotante. Os canhões pivotantes eram colocados à frente e à ré do mastro principal e posicionados aproximadamente a meia-nau ao longo da linha central do convés. A partir dessas posições, podiam ser rodados para disparar a bombordo ou a estibordo do navio. O canhão de pivot de proa era um pesado canhão de longo alcance de 100 libras, com calibre de 7 polegadas (178 mm) do tipo Blakely. O canhão de pivot de ré era um canhão grande, de 8 polegadas (203 mm), de cano liso.
O navio foi propositadamente comissionado a cerca de uma milha náutica ao largo da ilha Terceira, ao tempo em águas internacionais, no dia 24 de agosto de 1862. Todos os homens do Agrippina e do Bahama tinham sido transferidos para o convés do Enrica, onde os seus 24 oficiais, alguns dos quais sulistas, se encontravam em uniforme completo. O capitão Raphael Semmes subiu ao berço de uma das peças de artilharia e leu a sua comissão assinada pelo presidente da Confederação, Jefferson Davis, autorizando-o a assumir o comando do novo vaso de guerra. Depois de terminada a leitura, músicos reunidos entre as tripulações dos três navios executaram a música Dixie, enquanto o contramestre arriava as cores britânicas do Enrica. Com o disparo de um canhão de sinalização, a nova bandeira de batalha e o galhardete de comissionamento do navio foram desfraldados nos topes da mezena e do mastro real. Com esta cerimónia, o navio tornou-se o vapor dos Estados Confederados Alabama, o CSS Alabama. O lema do navio, que era Aide-toi et Dieu t'aidera (francês que se traduz aproximadamente como: Deus ajuda aqueles que se ajudam a si próprios), foi gravado no bronze da grande roda do leme dupla do navio.
O capitão Semmes fez então uma alocução sobre a causa sulista dirigida aos marinheiros reunidos no convés (poucos dos quais eram americanos), pedindo-lhes que se alistassem para uma viagem de duração e destino desconhecidos. Na realidade, Semmes tinha apenas os seus 24 oficiais, estando em falta toda a restante guarnição para o seu novo comando. Quando a proposta não foi bem sucedida, ofereceu um prémio em dinheiro para quem se alistasse e salário duplo, pago em ouro, acrescido de um prémio adicional, em dinheiro, a ser pago pelo Congresso confederado por cada navio da União que fosse destruído. Os homens começaram a gritar Hear! Hear! (Atenção! Ouçam!) em resposta às ofertas feitas. Nesse dia 83 marinheiros, muitos deles britânicos, alistaram-se para prestar serviço na Marinha da Confederação. Bulloch e os restantes marinheiros embarcaram então nos seus respectivos navios para regressarem a Inglaterra. Semmes ainda precisava de mais 20 ou mais homens para ter uma guarnição completa, mas, ainda assim, havia o suficiente para, pelo menos, lidar com o novo commerce raider. O resto seria recrutado a partir das tripulações capturadas de navios apresados ou em portos de escala amigos. Muitos dos 83 tripulantes que se alistaram nesse dia permaneceram durante toda a viagem do navio.

### Os cruzeiros doCSS Alabama
Sob o comando do capitão Semmes, o Alabama passou os seus primeiros dois meses no Atlântico Leste, indo para sudoeste dos Açores e depois para leste daquele arquipélago, capturando e queimando navios mercantes dos estados nortistas.
Após uma difícil travessia do Atlântico, continuou a sua viagem nas costas da Nova Inglaterra. Em seguida, navegou para sul, chegando às Índias Ocidentais onde causou mais estragos antes de finalmente navegar para oeste, em direção ao Golfo do México. Aí, em janeiro de 1863, o Alabama teve o seu primeiro combate militar. O Alabama enfrentou e afundou rapidamente o vapor de rodas da União USS Hatteras ao largo da costa do Texas, perto de Galveston, capturando a tripulação daquele navio de guerra. Depois prosseguiu para sul, acabando por atravessar o equador, obtendo o maior número de capturas da sua carreira de corso enquanto navegava ao largo da costa do Brasil.
Após uma segunda travessia do Atlântico em direção a leste, o Alabama navegou ao longo da costa sudoeste de África, onde continuou a campanha contra o comércio nortista. Depois de escalar Saldanha Bay, a 29 de julho de 1863, para verificar que não havia navios inimigos em Table Bay, fez finalmente uma muito necessária visita de reequipamento e reaprovisionamento à Cidade do Cabo, África do Sul. Em consequência desta visita, o Alabama é tema de uma canção popular africâner (afrikaans), intitulada Daar kom die Alibama, ainda hoje popular na África do Sul.
A partir da Cidade do Cabo, o navio navegou para as Índias Orientais, onde passou seis meses, destruindo mais sete navios, antes de regressar pelo Cabo da Boa Esperança, a caminho de França. Os navios de guerra da União tentaram frequentemente interceptar o corsário confederado, mas nas poucas ocasiões em que o Alabama foi avistado, escapou aos seus perseguidores, desaparecendo no horizonte.
No total, queimou 65 navios da União de vários tipos, a maioria dos quais navios mercantes. Durante todas as incursões do Alabama, as tripulações e passageiros dos navios capturados nunca foram feridos, apenas detidos até poderem ser colocados a bordo de um navio neutro ou desembarcados num porto amigo ou neutro.
No total, o Alabama efectuou um total de sete ataques expedicionários, abrangendo boa parte do globo, antes de rumar a França para ser reequipado e reparado:
- A incursão expedicionária do CSS Alabama no Atlântico Oriental (agosto-setembro de 1862) — começou imediatamente após a sua entrada em serviço. Partiu para as rotas marítimas a sudoeste e depois a leste dos Açores, onde capturou e queimou dez navios unionistas, na sua maioria baleeiros;
- O raide expedionário nas costas da Nova Inglaterra (outubro-novembro de 1862)  — começou depois de o capitão Semmes e a sua tripulação terem partido para a costa nordeste da América do Norte, ao largo da Terra Nova e da Nova Inglaterra, de onde se deslocou para sul até às Bermudas e à costa da Virgínia, queimando dez navios e capturando e libertando outros três;
- A incursão expedicionária no Golfo do México (dezembro de 1862 - janeiro de 1863)  — começou quando o Alabama efectuou um encontro necessário com o seu navio de abastecimento, o CSS Agrippina. Posteriormente, prestou auxílio às forças terrestres confederadas durante a Batalha de Galveston, na costa do Texas, afundando o navio da União USS Hatteras.
- Expedição ao Atlântico Sul (fevereiro-julho de 1863) — foi a sua fase de ataque mais bem sucedida, tendo ganho 29 presas ao largo da costa do Brasil. Aqui, recomissionou o barco Conrad como CSS Tuscaloosa;
- Expedição ao Oceano Índico (setembro-novembro de 1863) — envolveu uma viagem de quase 4500 milhas (7250 km) através do Oceano Índico,[20] evadindo com sucesso a canhoneira da União Wyoming, o navio conquistou três presas perto do Estreito de Sunda e do Mar de Java.[21]
- Expedição ao Pacífico Sul (dezembro de 1863) — foi a sua última incursão, na qual o Alabama ganhou algumas presas no Estreito de Malaca antes de regressar a França para ser reequipado e reparado.

Após a conclusão das suas sete incursões expedicionárias, o Alabama esteve no mar 534 dias, num total de 657, sem nunca ter visitado um porto confederado. Abordou cerca de 450 navios, capturou ou incendiou 65 navios mercantes da União e fez mais de 2 000 prisioneiros sem qualquer perda de vidas entre os prisioneiros ou a sua própria tripulação.

### O recontro naval de Cherbourg (1864)
Em 11 de junho de 1864, o Alabama chegou ao porto de Cherbourg, na costa atlântica da França. O capitão Semmes pediu autorização para realizar operaçãoes de manutenção do seu navio, necessárias após os diversos recontros em participara e tanto tempo no mar. Em perseguição do Alabama estava a chalupa-de-guerra nortista USS Kearsarge, sob o comando do capitão John Ancrum Winslow, a qual chegou três dias mais tarde a Cherbourg e tomou posição à saída do porto. Enquanto estava no seu porto de escala anterior, Winslow tinha telegrafado para Gibraltar solicitando o envio da velha chalupa nortista USS Louis com provisões e para prestar assistência ao bloqueio. A situação permitia ao Kearsarge manter o "Alabama" encurralado no porto, sem espaço para fugir para o mar-alto.
Não tendo qualquer desejo de ver o seu desgastado navio apodrecer numa doca francesa, colocado em quarentena pela presença de navios de guerra da União, e dada a sua agressividade instintiva e um desejo antigo de voltar a enfrentar o inimigo, o capitão Semmes escolheu lutar. Depois de preparar o seu navio e treinar a tripulação para a batalha que se avizinhava durante os dias seguintes, Semmes lançou, através dos canais diplomáticos, um desafio (ou talvez uma tentaiva de intimidação) ao comandante do Kearsarge, no qual dizia a minha intenção é combater o "Kearsarge" logo que possa terminar os preparativos necessários. Espero que estes não me detenham mais do que até amanhã ou à manhã seguinte, o mais tardar. Peço-lhe que não parta até eu estar pronto para sair. Tenho a honra de ser seu obediente servidor, R. Semmes, Capitão.
No dia 19 de junho, o Alabama saiu do porto ao encontro do navio da União. O jurista Thomas Bingham escreveu mais tarde: A batalha que se seguiu foi testemunhada por Édouard Manet, que saiu para a pintar, e pelo proprietário de um iate inglês que ofereceu aos seus filhos a escolha entre assistir à batalha e ir à igreja.
Quando o Kearsarge rodou para enfrentar o seu adversário, o Alabama abriu fogo. O Kearsarge esperou até que o alcance se reduzisse a menos de 1.000 jardas (900 m). De acordo com os combatentes, os dois navios navegavam em cursos opostos em sete círculos em espiral, movendo-se para sudoeste com a corrente de 3 nós que se fazia sentir, cada comandante tentando cruzar a proa do seu oponente para lançar um ataque de artilharia pesado (para "cruzar o T"). A batalha virou-se rapidamente contra o Alabama devido à superioridade artilheira do Kearsarge e ao estado de deterioração da pólvora e das espoletas contaminadas do Alabama. O seu tiro mais devastador, disparado pela peça Blakely de 7 polegadas (178 mm), atingiu o Kearsarge muito perto da sua vulnerável coluna de popa, tendo o impacto danificado gravemente o leme do navio. O projétil, no entanto, não explodiu. Se o tivesse feito, teria desativado seriamente a direção do Kearsarge, possivelmente afundando o navio de guerra e terminando a competição. Além disso, a cadência de tiro demasiado rápida do Alabama resultou numa artilharia deficiente, com muitos dos seus disparos a irem demasiado alto, o que fez com que a blindagem da corrente exterior do Kearsarge sofresse poucos danos. Semmes disse mais tarde que não sabia da blindagem do Kearsarge na altura em que decidiu desafiá-lo para o combate e, nos anos seguintes, afirmou firmemente que nunca teria combatido o Kearsarge se soubesse.
A blindagem do casco do Kearsarge tinha sido instalada em apenas três dias, mais de um ano antes, quando se encontrava num porto dos Açores. Foi feita com 120 braças (220 m) de corrente de ferro de elo simples de 1,7 polegadas (43 mm) e cobria espaços do casco com cerca de 15 m de comprimento por 1,9 m de altura. A corrente estava presa em cima e em baixo a parafusos de olhal com linhas de marear e segura por presilhas de ferro. A sua armadura de correntes estava escondida por detrás de placas de 1 polegada pintadas de preto para combinar com a cor da parte superior do casco. Este revestimento de correntes foi colocado ao longo da secção média de bombordo e estibordo do Kearsarge até à linha de água, para proteção adicional do motor e das caldeiras quando a parte superior dos depósitos de carvão estava vazia (os depósitos de carvão desempenhavam um papel importante na proteção dos primeiros navios a vapor, como os cruzadores protegidos).
Um golpe no motor ou nas caldeiras poderia facilmente ter deixado o Kearsarge morto na água, ou mesmo causar uma explosão ou incêndio na caldeira que poderia destruir o cruzador. O seu cinto de blindagem foi atingido duas vezes durante o combate. O primeiro, por um dos obuses de 32 libras do Alabama, atingiu o passadiço de estibordo, cortando a armadura da corrente e danificando o revestimento do casco por baixo. Um segundo projétil de 32 libras explodiu e partiu um elo da corrente de blindagem, rasgando uma parte da cobertura do convés. Se estes projécteis tivessem sido disparados pelo mais potente canhão Blakely de 100 libras do Alabama, teriam penetrado facilmente, mas o resultado provável não teria sido muito grave, uma vez que ambos os disparos atingiram o casco a pouco mais de um metro e meio acima da linha de água. Mesmo que ambos os tiros tivessem penetrado no costado do Kearsarge, não teriam atingido a sua maquinaria vital. No entanto, um projétil de 100 libras poderia ter causado muitos danos no seu interior; fragmentos quentes poderiam facilmente incendiar o cruzador, um dos maiores riscos a bordo de um navio de madeira.
Pouco mais de uma hora após o primeiro tiro, o Alabama foi reduzido a um destroço, resultado dos disparos da poderosa peça Dahlgrens do Kearsarge, obrigando o capitão Semmes a arriar a bandeira e a enviar um dos seus dois botes sobreviventes ao Kearsarge para pedir ajuda.
De acordo com testemunhas, o Alabama disparou cerca de 370 tiros contra o seu adversário, com uma média de uma bala por minuto por canhão, uma cadência de tiro rápida quando comparada com a dos canhões do Kearsarge, que dispararam menos de metade desse número, fazendo uma pontaria mais cuidadosa. Na confusão da batalha, foram disparados mais cinco tiros contra o Alabama depois de as suas cores terem sido arriadas, pois as portas dos seus canhões tinham sido deixadas abertas e os canhões de flanco ainda estavam a funcionar, parecendo ameaçar o "Kearsarge. Uma bandeira branca levantada à mão na popa do Alabama acabou por interromper o combate.
Antes disso, o seu aparelho de governo tinha sido danificado por projécteis, mas o tiro fatal veio mais tarde, quando um dos projécteis do Kearsarge rasgou uma secção média da linha de água a estibordo do Alabama. A água rapidamente atravessou o casco, acabando por inundar as caldeiras e levando-o para o fundo pela popa. Enquanto o Alabama se afundava, o capitão Semmes, que se encontrava ferido, atirou a sua espada ao mar, privando o comandante do Kearsarge, o capitão Winslow, da tradicional entrega da espada, um ato que na altura foi visto como desonroso.
Dos seus 170 tripulantes, o Alabama teve 19 vítimas mortais (9 mortos e 10 afogados) e 21 feridos. O Kearsarge resgatou a maioria dos sobreviventes, mas 41 dos oficiais e tripulantes do Alabama, incluindo o capitão Semmes, foram resgatados pelo iate privado britânico a vapor Deerhound, enquanto o Kearsarge se afastava para recuperar os seus barcos de salvamento enquanto o Alabama se afundava. O capitão Winslow teve de assistir ao Deerhound levar o seu adversário para Inglaterra. Semmes e os 41 membros da tripulação chegaram com sucesso a Inglaterra. Semmes acabou por regressar à Confederação e foi nomeado almirante confederado nas últimas semanas da guerra.
O afundamento do Alabama pelo Kearsarge é homenageado pela Marinha dos Estados Unidos com uma estrela de batalha na flâmula de campanha da Guerra Civil.

## Oficiais
| Oficiais                                            | Oficiais                         |
| Oficial                                             | Posto                            |
| --------------------------------------------------- | -------------------------------- |
| Lista de oficiais do CSS Alabama Como se assinaram. |                                  |
| Raphael Semmes                                      | Comandante                       |
| John McIntosh Kell                                  | Imediato e oficial executivo     |
| Richard F. Armstrong                                | Segundo-tenente                  |
| Joseph D. Wilson                                    | Tenente                          |
| John Low                                            | Tenente                          |
| Arthur Sinclair                                     | Tenente                          |
| Francis L. Galt                                     | Cirurgião e pagador interino     |
| Miles J. Freeman                                    | Maquinista-chefe                 |
| Wm. P. Brooks                                       | Ajudante de maquinista           |
| Mathew O Brien                                      | Ajudante de maquinista           |
| Simeon W. Cummings[A]                               | Ajudante de maquinista           |
| John M. Pundt                                       | Ajudante de maquinista           |
| Wm. Robertson[B]                                    | Ajudante de maquinista           |
| Becket K. Howell[C]                                 | Tenente dos fuzileiros (marines) |
| Irvine S. Bulloch                                   | Mestre das velas                 |
| D. Herbert Llewellyn[D]                             | Cirugião-ajudante                |
| Wm. H. Sinclair                                     | Marinheiro-chefe                 |
| E. Anderson Maffitt                                 | Marinheiro-chefe                 |
| E. Maffitt Anderson                                 | Marinheiro-chefe                 |
| Benjamin P. Mecaskey                                | Contramestre                     |
| Henry Alcott                                        | Artífice de velas                |
| Thomas C. Cuddy                                     | Artilheiro                       |
| Wm. Robinson[E]                                     | Carpinteiro                      |
| Jas. Evans                                          | Adjunto do mestre                |
| Geo. T. Fullam                                      | Adjunto do mestre                |
| Julius Schroeder                                    | Adjunto do mestre                |
| Baron Max. Von Meulnier                             | Adjunto do mestre                |
| W. Breedlove Smith                                  | Secretário do capitão            |

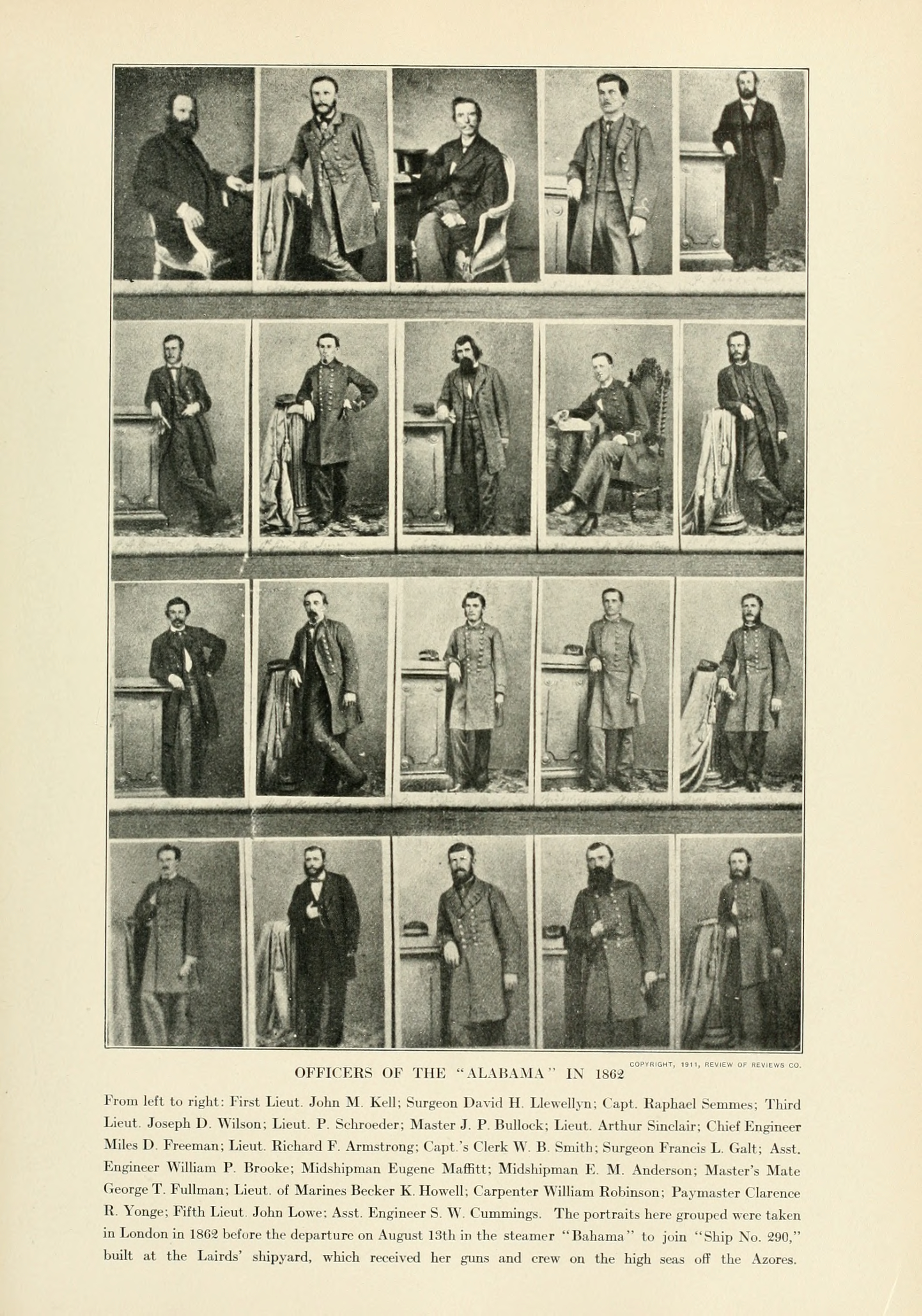
Uma montagem dos oficiais do CSS Alabama (fila superior da esquerda para a direita): Dr. Llewellyn [faleceu afogado após o combate]; Semmes; Wilson; Schroeder; Bullock; Sinclair; Freeman; Armstrong; Smith; Dr Galt; Brooke; Maffitt; Anderson; Fullman; tenente Howell; Robinson [carpinteiro de bordo, morto em combate]; Yonge; Lowe; Cummings

A  Morreu na Baía de Saldanha, vítima de um tiro acidental, a 3 de agosto de 1863.
B  Afogado no afundamento do Alabama a 19 de junho de 1864.
C  Tenente dos fuzileiros daos estados Confederados. Cunhado do presidente confederado Jefferson Davis.
D  Afogado no afundamento do Alabama a 19 de junho de 1864.
E  Morto em combate no afundamento do Alabama em 19 de junho de 1864.
O Dr. David Herbert Llewellyn, um britânico e cirurgião assistente do navio, tratou dos feridos durante a batalha. A certa altura, a mesa de operações foi atingida por um tiro. Trabalhou na sala de oficiais até que a ordem de abandonar o navio foi finalmente dada. Enquanto ajudava os feridos a entrar nos dois únicos botes salva-vidas funcionais do Alabama, um marinheiro fisicamente apto tentou entrar num deles, que já estava cheio. Llewellyn, compreendendo que o homem corria o risco de virar a embarcação, agarrou-o e puxou-o para trás, dizendo: Vê, eu quero salvar a minha vida tanto como tu; mas deixa que os feridos sejam salvos primeiro. Um oficial do navio, vendo que Llewellyn estava prestes a ser deixado a bordo do Alabama, gritou: Doutor, podemos arranjar espaço para si. Llewellyn abanou a cabeça e respondeu: Não vou pôr em perigo os feridos. Sem que a tripulação soubesse, Llewellyn nunca tinha aprendido a nadar e afogou-se quando o navio se afundou. O seu sacrifício não passou despercebido em Inglaterra. Na sua aldeia natal, foram colocados um vitral e uma lápide na igreja de Easton Royal. Outra lápide foi colocada no Charing Cross Hospital, em Londres, onde frequentara o curso de medicina.